# クライマーズ
『クライマーズ』（原題：攀登者、英語題：The Climbers）は、2019年の中国映画。1960年に中国の登山隊が初めてチョモランマ登頂に成功した事実が西欧諸国に認められないまま、1975年に二度目の登頂に成功したチームをモデルとした映画である。

## ストーリー
1960年、ファン・ウージョウ率いる3人の中国登山隊は、無謀とも言われた北稜からのチョモランマ登頂に世界で初めて成功する。しかし、その途上でファンは、雪崩による滑落の危機に遭遇した仲間を救うため、証拠となる映像を記録したカメラを失っていた。そのために登山隊の偉業は国際社会で認められることはなかった。それから15年後、冬の時代を明けた中国が再びチョモランマに再挑戦することになり、くすぶっていたファンは第2次登山隊を結成し、再び世界の最高峰を目指すことになる。

## キャスト
※括弧内は日本語吹替声優。
- ファン・ウージョウ：ウー・ジン（丸山壮史）……人物原型は王富洲
- シェイ・イン：チャン・ツィイー（魏涼子）
- チュイ・ソンリン：チャン・イー（荒井勇樹）……人物原型は屈銀華
- リー・グオリャン：ジン・ボーラン（田丸裕臣）……人物原型は鄔宗岳
- ヤン・グアン：フー・ゴー （石丸博也）……人物原型は夏伯渝
- ヘイムーダン：チュイニーツーレン
- 趙坤：ワン・ジンチュン
- 趙虹：ホー・リン
- リン・ジエ（林傑）：チェン・ロン（中国語版）（丸山智行）
- 徐浩天：リュウ・ギョウフェン
- 杰布：ロブ・ラヴァン
- 老喇嘛：トプギェル
- ヤン・グアン（老年）：ジャッキー・チェン（友情出演）（石丸博也）